# Hayle
Hayle är en stad och civil parish i Cornwall i England. Folkmängden uppgick till 8 210 invånare 2011, på en yta av 2,39 km².